# Carl Starfelt
Carl Anders Theodor Starfelt (ur. 1 czerwca 1995 w Sztokholmie) – szwedzki piłkarz występujący na pozycji obrońcy w szkockim klubie Celtic oraz w reprezentacji Szwecji. Wychowanek IF Brommapojkarna, w trakcie swojej kariery grał także w takich zespołach, jak IFK Göteborg oraz Rubin Kazań.